# Hinterbachtal bei Raubach
Das Naturschutzgebiet Hinterbachtal bei Raubach liegt im Gebiet der Stadt Oberzent im Odenwaldkreis in Südhessen. Das Schutzgebiet ist zudem seit 2008 vollständig Teil des größeren FFH-Gebiets „Finkenbachtal und Hinterbachtal“ im Netzwerk Natura 2000.

## Lage
Das Naturschutzgebiet gehört zum Naturraum Buntsandstein-Odenwald. Es erstreckt sich beidseitig am Hinterbach entlang, dem rechten Quellbach des Finkenbaches. Es befindet sich südlich von Olfen, nordwestlich von Raubach und nördlich von Hinterbach – alles Stadtteile von Oberzent – in den Gemarkungen Olfen und Raubach. Im größten Teil des Tales gibt es keine öffentlichen Straßen; nördlich des Gebietes verläuft die Landesstraße L 3120.

## Bedeutung
Das 40,1 ha große Schutzgebiet wurde im Januar 2000 unter der Kennung 1437011 als Naturschutzgebiet ausgewiesen. Mit der Unterschutzstellung soll das Bachtal als vielfältiger, strukturreicher Lebensraum erhalten werden. Das Gebiet umfasst den naturnahen Bachlauf mit seinen seitlichen Nebengewässern, Auwald, Bruchwald, Feuchtwiesen, Sümpfe, extensiv genutztes Grünland und bodensaure Magerrasen. Diese unterschiedlichen Biotope bieten Lebensraum für seltene oder gefährdete Pflanzen- und Tierarten, beispielsweise den Schmetterling Russischer Bär und viele Vogelarten, darunter den Schwarzstorch.
Die Bewahrung der typischen Wiesentäler im südlichen Odenwald durch Offenhaltung ist für den Artenschutz, für das Landschaftsbild und auch kulturhistorisch von hoher Bedeutung.